# South Bank (Middlesbrough)
South Bank est une ville anglaise située dans la banlieue de Middlesbrough, dans le comté du Yorkshire du Nord.
Elle est située sur la rive sud de la rivière Tees.

## Source de la traduction
- (en) Cet article est partiellement ou en totalité issu de l’article de Wikipédia en anglais intitulé « South Bank, North Yorkshire » (voir la liste des auteurs).